# Bernard, ni Dieu ni chaussettes
Pour plus de détails, voir Fiche technique et Distribution.
Bernard, ni Dieu ni chaussettes est un documentaire français réalisé par Pascal Boucher et sorti en 2010.

## Synopsis
Portrait du paysan libertaire Bernard Gainier, de Meung-sur-Loire, « gardien de la mémoire » du poète Gaston Couté.

## Fiche technique
- Titre : Bernard, ni Dieu ni chaussettes
- Réalisation :	Pascal Boucher
- Scénario, photographie, montage : Pascal Boucher
- Production : Les Mutins de Pangée
- Distribution : Les Mutins de Pangée - Les Films des deux rives
- Durée : 80 minutes
- Date de sortie : France - 24 mars 2010

## Distribution
- Bernard Gainier[1]

## Distinctions
- 3e prix du jury au Festival international du film documentaire sur la ruralité de Ville-sur-Yron 2010
- Prix du public au festival Aux écrans du réel 2010 « Concours 1er Doc »[2]

## Suite
Pascal Boucher retrouve Bernard Gainier dix ans plus tard pour un nouveau film, Le ciel peut attendre.